# Tarenna calliblepharis
Tarenna calliblepharis är en måreväxtart som beskrevs av Nicolas Hallé. Tarenna calliblepharis ingår i släktet Tarenna och familjen måreväxter. Inga underarter finns listade i Catalogue of Life.